# JastrząbPost.pl
JastrząbPost.pl – polski internetowy serwis plotkarski należący do koncernu Wirtualna Polska Holding.

## Historia
Serwis został uruchomiony w czerwcu 2014. Założycielka strony Agnieszka Jastrzębska promowała portal w kampanii reklamowej Idea Bank. Wydawcą strony była spółka Mediapop, której całkowite udziały pod koniec 2022 przejęła firma Wirtualna Polska Media. Nadzór nad stroną zaczęła wtedy sprawować redakcja portalu Pudelek.pl.
Portal od lipca 2016 jest notowany w rankingach najpopularniejszych polskich serwisów o tematyce plotkarskiej, a w listopadzie 2024 odnotował swoją najwyższą pozycję na liście – czwarte miejsce z wynikiem 4,23 mln użytkowników, czyli 14,25 proc. wszystkich internautów w Polsce.

## Tematyka i materiały
Redakcja portalu zajmuje się informowaniem o znanych osobach pojawiających się w środkach masowego przekazu, niekiedy będąc pierwszym źródłem informacji. Na stronie publikowane są też artykuły dotyczące stylu gwiazd i mody, autorskie relacje z imprez i wydarzeń kulturalnych i wywiady z celebrytami.
Z początkiem 2019 redakcja zablokowała możliwość komentowania artykułów na stronie z powodu nienawistnych wypowiedzi internautów wobec celebrytów.

## Redaktorzy naczelni
- Karol Nowakowski (2014–2023)[15]
- Ewelina Celejewska (2023)[5]
- Ewelina Gołębiowska (od 2024)[16]